# Приходько, Сергей Сергеевич
Серге́й Серге́евич Прихо́дько (9 мая 1984, Ленинград, РСФСР, СССР) — российский футболист, вратарь.

## Биография
Сын Сергея Александровича Приходько, в прошлом вратаря «Зенита». Воспитанник футбольных школ «Зенит» и «Смена» (Санкт-Петербург). Первый тренер — Вячеслав Булавин. В Высшей лиге Украины дебютировал 30 августа 2008 года, заменив Виталия Руденко на 57-й минуте матча против симферопольской «Таврии».
В феврале 2014 года подписал контракт с клубом Второго дивизиона «Знамя Труда» (Орехово-Зуево). После окончания первенства вратарь принял решение не продлевать  контракт с ореховозуевцами.